# تپه قلعه بایر
تپه قلعه بایر مربوط به دوران‌های تاریخی پس از اسلام است و در شهرستان تاکستان، بخش ضیا آباد، روستای خنداب واقع شده و این اثر در تاریخ ۲۵ اسفند ۱۳۸۰ با شمارهٔ ثبت ۵۵۸۹ به‌عنوان یکی از آثار ملی ایران به ثبت رسیده‌است.